# Isabel dos Santos
Isabel Kukanova dos Santos (Bacu, RSS do Azerbaijão, 20 de abril de 1973) é uma engenheira e empresária angolana, com actividades ligadas aos sectores das telecomunicações, da banca, da energia e do retalho centradas no seu país e em Portugal. Possui dupla cidadania: angolana e russa, esta última desde 2020.
Em 2011 entrou para a lista dos mais ricos do mundo da revista norte-americana Forbes, na categoria de mulher africana mais rica, com uma fortuna estimada em mil milhões de dólares.
Em janeiro de 2021 a revista retirou dos Santos da lista, declarando que após o congelamento dos seus bens em Angola, Portugal e Países Baixos por ordem de tribunais – e com pouca probabilidade de os recuperar –, não poderia mais ser considerada bilionária. A revista acrescentou que dos Santos deve 340 milhões de dólares em dívidas à portuguesa PT Ventures.
Em novembro de 2022, a Interpol emitiu um mandado de captura internacional contra Isabel dos Santos. O mandado foi emitido a pedido da Procuradoria-Geral da República de Angola. Uma semana antes, um investigador do Tribunal Distrital de Amesterdão concluiu que em 2017 Dos Santos falsificou datas em documentos para desviar 52,6 milhões de euros para uma empresa detida por ela e o marido.

## Biografia
Isabel Kukanova dos Santos nasceu na cidade de Bacu, ainda na República Socialista Soviética do Azerbaijão, uma das repúblicas componentes da União Soviética, em 20 de abril de 1973. É filha do ex-presidente angolano José Eduardo dos Santos e da sua primeira esposa Tatiana Kukanova, de origem russa, na altura cidadã soviética, geóloga e antiga campeã de xadrez.
Após a separação dos pais, em 1980, Isabel dos Santos mudou-se com a mãe para o Reino Unido. Estudou na St. Paul's Girls School em Londres e formou-se em engenharia eletrotécnica no King's College de Londres.
Casou-se em Luanda com o coleccionador de arte Sindika Dokolo, nacional da República Democrática do Congo, estando também entre os convidados vários presidentes africanos. Sindika Dokolo faleceu em outubro de 2020 num acidente de mergulho.
O facto de ter dupla nacionalidade, angolana e russa, impede-lhe de ser candidata à Presidência da República de Angola, por a legislação do seu país não o permitir, a não ser que renunciasse a esta.

## Negócios
Isabel dos Santos começou as suas actividades em Luanda, no início de 1990, e trabalhou na qualidade de engenheira gestora de projecto na empresa Urbana 2000, pertencente ao grupo Jembas. Na Ilha de Luanda, abriu em 1997, aos 24 anos, o Miami Beach Club, um dos primeiros clubes da noite na capital.
Em junho de 2016, José Eduardo dos Santos nomeou Isabel dos Santos para as funções de presidente do conselho de administração da petrolífera estatal Sonangol. Foi exonerada do cargo pelo novo presidente, João Lourenço, em Novembro de 2017.
A 30 de Dezembro de 2019, o Tribunal Provincial de Luanda decretou o arresto preventivo de contas bancárias pessoais de Isabel dos Santos, do seu marido, Sindika Dokolo, e de Mário Filipe Moreira Leite da Silva. De acordo com a Procuradoria Geral da República, os três empresários celebraram negócios com o Estado angolano através das empresas Sodiam, empresa pública de venda de diamantes, e com a Sonangol, petrolífera estatal. Com a realização destes negócios, o Estado angolano teve um prejuízo de mais de mil milhões de dólares. Entretanto, a Procuradoria-Geral da República em Portugal divulgou que foi aberta uma investigação em relação a várias operações realizadas por Isabel dos Santos em Portugal, na sequência de uma denúncia apresentada pela Eurodeputada Ana Gomes. Após o arresto em Luanda, dos Santos assumiu o Dubai como país de residência oficial.
Segundo a jornalista Kerry A. Dolan e o activista político Rafael Marques, a origem da fortuna de Isabel dos Santos está directamente ligada à influência de seu pai, José Eduardo dos Santos, Presidente de Angola desde 1979. As empresas de Isabel receberiam recursos de multinacionais que pretendam estabelecer-se em Angola a fim de conseguir decisões favoráveis da Presidência angolana.

### Investimentos em Angola
A partir de 2008, Isabel dos Santos passou a apostar noutras áreas de negócio, entre as quais a distribuição, a banca, as telecomunicações e a hotelaria. Nas telecomunicações foi fundadora e membro da administração da Unitel, principal operadora de serviços móveis em Angola. Na banca é administradora do BFA (grupo BPI), e foi fundadora do Banco BIC, onde participa com um capital de 42,5 %. No ramo da distribuição, detém uma participação na empresa Condis, numa parceria, em Abril de 2011, com a portuguesa Sonae para o desenvolvimento conjunto de uma operação de exploração da actividade de retalho em Angola sob a insígnia Continente. Em Setembro de 2015 a parceria com a Sonae, que levaria o Continente para Angola, foi dissolvida. Isabel do Santos anunciou então o lançamento em Angola da marca Candando (que significa abraço), uma rede de hipermercados que não tem participação do grupo português.
Isabel dos Santos é ainda presidente da Cruz Vermelha de Angola.
Em Janeiro de 2017 a Unitel, liderada por Isabel dos Santos, oficializa a compra de 2% do Banco de Fomento de Angola (BFA) ao BPI por 28 milhões de euros e passa a controlar 51,9% do capital do banco. A operação recebeu o aval do Banco Nacional de Angola (BNA), instituição reguladora do sector, em Dezembro de 2016.

### Investimentos em Portugal

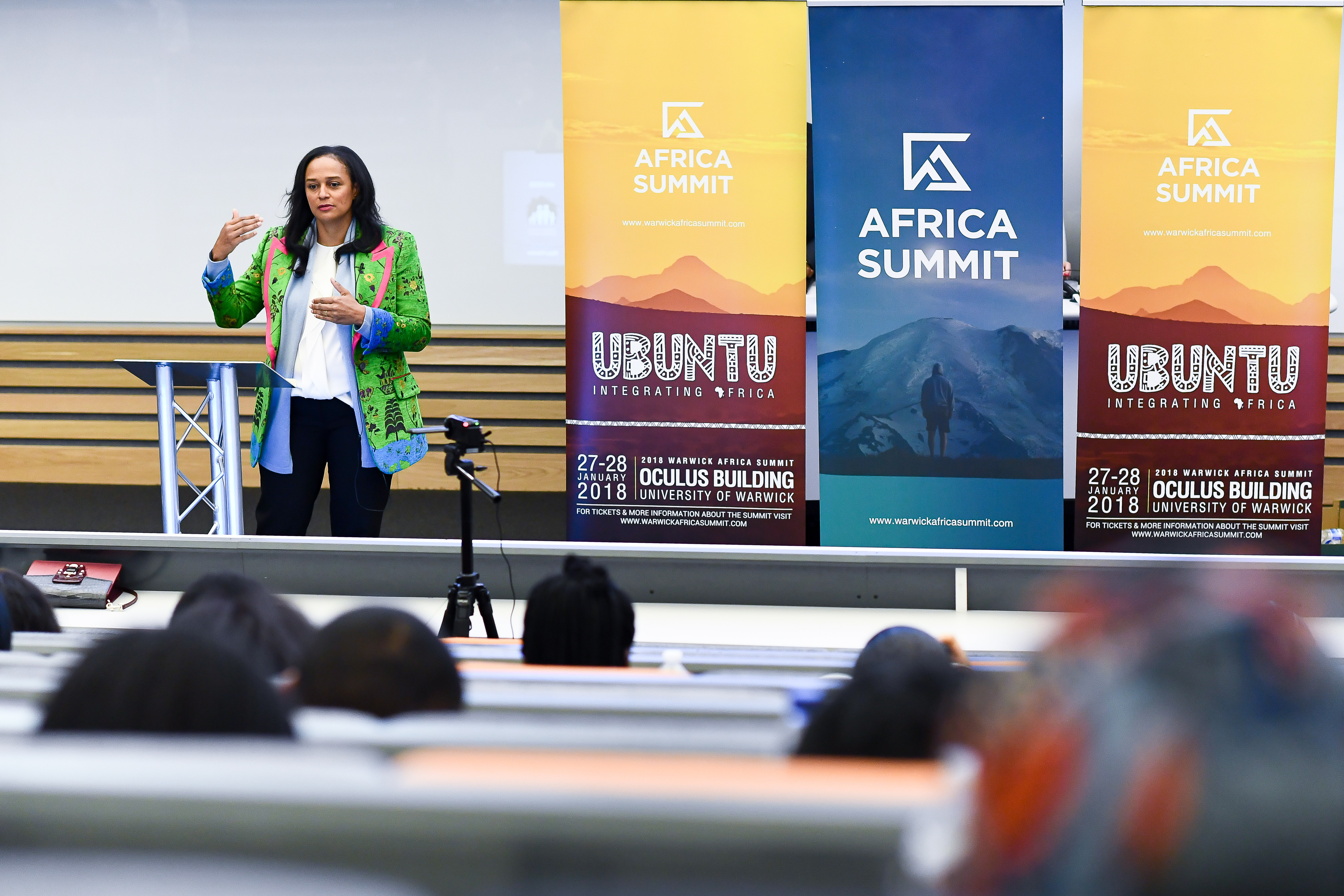
Isabel dos Santos palestrando no evento Africa Summit promovido pela Universidade de Warwick, em 2018.

Em Portugal, detém importantes participações, nomeadamente através da Santoro Finance no Banco Português de Investimento  e Banco BIC Português, que adquiriu o Banco Português de Negócios, e a cujo Conselho de Administração pertence, com autorização do Banco de Portugal, bem como noutras empresas, nomeadamente a Galp Energia  e a ZON Multimédia, através da Unitel International Holdings BV  e Esperanza Holding.
Em Abril de 2011 a Sonae assinou um acordo de parceria com a empresa angolana Condis, detida por Isabel dos Santos e Sindika Dokolo, sobre a introdução de actividades em retalho sob a insígnia Continente, bem como sobre a participação numa sociedade imobiliária de grande envergadura.
Em Novembro de 2012 passou a integrar, com funções não executivas, o conselho de administração da ZON. Em Dezembro de 2012 tornou público convite para fusão da mesma com a Sonaecom. sob o nome ZOPT  Oito meses depois, e após a luz verde da Autoridade da Concorrência, a fusão das duas empresas foi formalizada a 27 de Agosto de 2013, com a transferência para a ZOPT, a sociedade de propósito específico criada para avançar com a operação e que passa a deter mais de 50% do capital do novo grupo, das acções que Isabel dos Santos e a Sonaecom detêm, respectivamente, na ZON e na Optimus. Houve um aumento em espécie do capital social da ZOPT de 50 para 716 milhões de euros, a Sonaecom subscreveu 358 milhões de acções da sociedade, através da entrega de 81,8% do capital da Optimus.
Já a empresária angolana, através das holdings Kento e Unitel International, subscreveu exactamente o mesmo número de acções da ZOPT, entregando 28,8% do capital da ZON. Com esta transferência das participações detidas na Optimus e na ZON, a Sonaecom e Isabel dos Santos passaram a deter mais de 50% do capital da empresa resultante da fusão: a Zon Optimus SGPS. Nesta altura foi anunciada uma estratégia para a nova empresa com uma visão multimercados.
O crescimento da empresária angolana no sector das comunicações levou a reacções de preocupação nos meios de comunicação, que manifestaram receio quanto a um possível monopólio.
Em Junho de 2015, Isabel dos Santos formalizou a compra da maioria do capital da Efacec Power Solutions (65 %), adquirida por uma injecção de capital de 200 milhões de euros. A Efacec Power Solutions agrupa as atividades centrais do grupo Efacec, que inclui a energia, com transformadores, aparelhagem, automação e mobilidade eléctrica, e engenharia, registando um volume de negócios de cerca de 500 milhões de euros anuais. A venda de 66,1% da Efacec Power Solutions pelos grupos José de Mello e Têxtil Manuel Gonçalves a Isabel dos Santos foi concluída em Outubro de 2015. A transacção foi formalizada depois da aprovação das entidades reguladoras, com destaque para a Autoridade da Concorrência.
Em Setembro de 2015 é anunciado oficialmente o fim da parceria entre Isabel dos Santos e a Sonae para a criação de uma rede de supermercados em Angola. A empresa portuguesa vendeu a participação no projecto para o lançamento dos hipermercados Continente a Isabel dos Santos.  Acabou quatro anos depois de começar e sem sair do papel a parceria entre a Condis de Isabel dos Santos e a Sonae.
Em Fevereiro de 2017 Isabel dos Santos decidiu vender a posição que detinha no BPI, na sequência da oferta pública de aquisição (OPA) lançada pelo CaixaBank, uma operação que lhe permitiu um encaixe de 306,9 milhões de euros. A empresária, que então possuía 18,6% do capital do BPI, ganhou  desta forma mais de 80 milhões de euros.
Na banca em Portugal, Isabel dos Santos mantém uma participação importante no BIC Portugal, através da Santoro, com 42,5%.
Em Portugal, os investimentos de Isabel dos Santos em empresas cotadas estão sujeitos a supervisão oficial da CMVM.

### Foco nas telecomunicações
O ponto de partida foi a criação da Unitel. O desenvolvimento de um sistema de walkie-talkie abriu caminho à incursão nas telecomunicações, criando a maior operadora móvel de Angola, em parceria com a Portugal Telecom, a Sonangol e a Vidatel. Através da Unitel Internacional, adquiriu a operadora T+, em Cabo Verde e obteve a licença para constituir a segunda operadora de telecomunicações em São Tomé e Príncipe.
Em Novembro de 2014, Isabel dos Santos revelou que a Unitel e a Google celebraram uma parceria para a instalação de um cabo submarino de fibra óptica que vai ligar África ao Brasil e o Brasil aos Estados Unidos.

### Sociedades controladoras
Participações de Isabel dos Santos em diversas holdings (sociedades controladoras).
- Unitel International Holdings, (baseado em Amesterdão, alteração da denominação de Kento e Jadeium [82] sociedade de propósito específico para os investimentos de Isabel dos Santos no sector das telecomunicações)[83]
- Santoro Finance (baseado em Lisboa, sociedade de propósito específico do investimento de Isabel dos Santos no Banco BPI, onde detém 19,34% do capital) [84]
- Esperanza (baseado em Amesterdão, energia, óleo etc.)
- Condis (baseado em Luanda, negócio de retalho)
- Terra Peregrin (baseada em Lisboa, accionista da PT SGPS)[85]

### Depoimentos
Em Novembro de 2015 a BBC elegeu Isabel dos Santos como uma das 100 mulheres mais influentes do mundo pelo seu papel preponderante na economia e desenvolvimento do continente africano. Em Dezembro de 2016, o site Politico escolheu Isabel dos Santos com uma das 28 personalidades capazes de transformar a política, as políticas e as ideias na Europa. Isabel dos Santos ficou em 11º lugar na lista.

## Acção judicial eLuanda Leaks
A 30 de dezembro de 2019, o Tribunal Provincial de Luanda decretou o arresto preventivo de contas bancárias pessoais de Isabel dos Santos, do seu marido, Sindika Dokolo, e de Mário Filipe Moreira Leite da Silva. Entretanto, várias operações da empresária estão a ser investigadas em Portugal e a empresária está actualmente a residir oficialmente no Dubai. A 11 de janeiro de 2020 o Governo de Angola anunciou que está a preparar a batalha judicial para o confisco dos bens de Isabel dos Santos em Portugal, ação esta já em prática, na forma de uma carta rogatória enviada a Portugal que impediu a transferência de fundos do BCP para um banco na Rússia.
A 19 de janeiro de 2020, o Consórcio Internacional de Jornalistas de Investigação divulgou uma investigação denominada Luanda Leaks. A investigação, divulgada em várias jornais internacionais e baseada em 715 mil documentos, indica que a fortuna de Isabel dos Santos foi construída com base nos privilégios decorrentes do cargo do seu pai, José Eduardo dos Santos, presidente de Angola de 1979 a 2017. Os documentos mostram ainda como, depois de ter sido demitida da Sonangol, Isabel dos Santos desviou mais de 100 milhões de dólares para empresas do Dubai controladas por figuras próximas.
Em novembro de 2022, a Interpol emitiu um mandado de captura internacional contra Isabel dos Santos por suspeitas de crimes de peculato, fraude qualificada, participação ilegal em negócios, associação criminosa, tráfico de influência e branqueamento de capitais. O mandado foi emitido a pedido da Procuradoria-Geral da República de Angola. O documento esclarece que se trata de um mandado de prisão preventiva e que a extradição será pedida após a detenção da pessoa. Dias depois, num comunicado enviado à agência Lusa, uma fonte oficial de Isabel dos Santos disse que a empresária não tem conhecimento do mandado. Disse ainda que os seus advogados da empresária consultaram a base de dados da Interpol e não encontraram qualquer referência a um mandado contra a empresária.
Uma semana antes, um investigador do Tribunal de Amesterdão concluiu que em 2017 Isabel dos Santos teria falsificado datas em documentos para transferências para desviar 52,6 milhões de euros da Esperaza, uma empresa de Direito neerlandês, para a Exem, uma empresa detida a 100% por ela e o falecido marido, Sindika Dokolo. A Esperaza era detida pela Sonangol, petrolífera estatal, e a Exem. Na altura do desvio, Dos Santos era presidente do conselho de administração da Sonangol. O investigador ressaltou que além da falsificação de datas, a transferência teria sido feita num óbvio conflito de interesses.

### Apreensão de bens
Em dezembro de 2022, o Tribunal Supremo de Angola ordenou a apreensão preventiva de bens de Isabel dos Santos em todas instituições bancárias, cuja valor estimado é de mil milhões de dólares. O documento produzido pelo tribunal afirma a existência de evidências de participação em esquemas de corrupção e lavagem de dinheiro. A apreensão inclui a totalidade das ações possuidas por dos Santos na Embalvidro, Unitel T+ e Unitel STP, como também 70% de sua participação nas empresas moçambicanas MStar e Upstar Comunicações.